# TGV Duplex
TGV Duplex (с фр. — «Двойной») — серия французских высокоскоростных двухэтажных электропоездов. Выпускаются компанией Alstom Transport — железнодорожным подразделением концерна Alstom.
Электропоезда этой серии являются единственными из всех электропоездов TGV, которые имеют двухэтажные вагоны. Также они считаются первыми, из линейки TGV, электропоездами 3-го поколения.
Электропоезда Duplex были созданы на базе TGV Réseau, и поначалу лишь как экспериментальные. Однако благодаря двухэтажной конструкции, из-за которой TGV Duplex позволяет при сохранении длины перевозить почти на 45 % больше пассажиров, роль этих электропоездов заметно возросла и в настоящее время они являются основными «рабочими лошадками» на линиях TGV. В основном они работают на линии LGV Восток (Est; линия проходит через Реймс, Мец, Нанси и Страсбург), причём нередко сдвоенными составами, которые могут состоять либо из 2 Duplex-ов, либо из Duplex-а и одноэтажного электропоезда (PSE, Atlantique или Réseau).

## TGV Duplex в компьютерных играх
В игре Transport Giant присутствует электропоезд TGV Duplex, который появляется в 1984 году, при игре на территории Европы.
Кроме того, поезд присутствует в неофициальных дополнениях к различным железнодорожным симуляторам, таким как Microsoft Train Simulator и Trainz.